# 허정규
허정규(1971년 1월 19일 ~ )는 대한민국의 배우이다.

## 이력
1989년 연극배우 첫 데뷔하였고 1995년 KBS 17기 공채 탤런트로 선발되었다.

## 학력
- 서울예술전문대학 연극학과 전문학사

## 출연작

### 영화
- 《트라이앵글》 (2009년) - 원 형사 역
- 《굿모닝 프레지던트》 (2009년) - 차지욱의 참모 1 역
- 《신석기 블루스》 (2004년) - 의사 1 역
- 《하면 된다》 (2000년) - 사격장 남 역
- 《텔 미 썸딩》 (1999년) - 박현승 역

### 드라마
- 《밥 잘 사주는 예쁜 누나》 (JTBC, 2018년)
- 《이판사판》 (SBS, 2017년) - 김무식 역
- 《병원선》 (MBC, 2017년) - 강동준 역
- 《울지 않는 새》 (tvN, 2015년) - 스티브 역
- 《오늘부터 사랑해》 (KBS2, 2015년) - 배상만 역
- 《귀신 보는 형사 처용》 (OCN, 2014년) - 염진원 역
- 《드라마 페스티벌 - 아프리카에서 살아남는 법》 (MBC, 2013년) - 형택 역
- 《스캔들: 매우 충격적이고 부도덕한 사건》 (MBC, 2013년) - 오 변호사 역
- 《결혼의 여신》 (SBS, 2013년) - 장경민 역
- 《천명: 조선판 도망자 이야기》 (KBS2, 2013년)
- 《한반도》 (TV조선, 2012년) - 동정근 역
- 《브레인》 (KBS2, 2011년) - 공덕기 역
- 《공주의 남자》 (KBS2, 2011년) - 김승규 역
- 《KBS 드라마 스페셜 연작 시리즈 락 락 락》 (KBS2, 2010년) - 선생 역
- 《추노》 (KBS2, 2010년)
- 《장화, 홍련》 (KBS2, 2008년) - 비서 역
- 《우리들의 해피엔딩》 (MBC, 2008년)
- 《황진이》 (KBS2, 2006년)
- 《황금사과》 (KBS2, 2005년)
- 《두번째 프러포즈》(KBS2, 2004년)
- 《불멸의 이순신》 (KBS1, 2004년) - 군관 정만수 역
- 《풀하우스》 (KBS2, 2004년) - 신동욱의 전 직장동료 역
- 《무인시대》 (KBS1, 2003년)
- 《야인시대》 (SBS, 2002년)
- 《내일은 맑음》 (KBS2, 2000년)
- 《천둥소리》 (KBS2, 2000년)
- 《왕룽의 대지》(SBS, 2000년)
- 《가을동화》 (KBS, 2000년)
- 《홍길동》 (SBS, 1998년)
- 《베스트극장》(MBC, 1996년)
- 《컬러 - 회색》 (KBS2, 1996년) - 청년 강서훈 역
- 《길》 (KBS2, 1995년)
- 《찬란한 여명》 (KBS1, 1995년)
- 《서궁》 (KBS2, 1995년) - 이안진

### 연극
- 《꿈 꿔서 미안해》 (2007년) - 용수 역

### 뮤지컬
- 《레베카》 (2014년) - 줄리앙 대령 역